# Regierung Coëme
Die Regierung Coëme war die fünfte wallonische Regierung. Sie amtierte vom 4. Februar 1988 bis zum 9. Mai 1988.
Bei der Parlamentswahl am 13. Dezember 1987 verloren die bisherigen Regierungsparteien, die Christsoziale Partei (PSC) und die liberale Parti réformateur libéral (PRL), ihre Mehrheit im Regionalrat. Es wurde eine Koalitionsregierung aus Sozialistischer Partei (PS) und PSC gebildet. Die PS stellte den Ministerpräsidenten Guy Coëme und zwei weitere Minister, die PSC stellte drei Minister. Am 9. Mai traten Ministerpräsident Guy Coëme als Verteidigungsminister und Wirtschaftsminister Philippe Busquin als Sozialminister in die föderale Regierung Martens VIII ein. Ministerpräsident der neuen wallonischen Regierung wurde Bernard Anselme (PS).

## Zusammensetzung
| Amt | Name             | Partei | Beginn der Amtszeit | Ende der Amtszeit |
| --- | ---------------- | ------ | ------------------- | ----------------- |
| Ministerpräsident und Minister für Energie, Entwicklung des ländlichen Raums, Naturschutz und Verwaltung | Guy Coëme        | PS     | 4. Februar 1988     | 9. Mai 1988       |
| Minister für Wirtschaft, kleine und mittlere Unternehmen und Arbeit                                      | Philippe Busquin | PS     | 4. Februar 1988     | 9. Mai 1988       |
| Minister für Haushalt, Finanzen und Wohnungen                                                            | Amand Dalem      | PSC    | 4. Februar 1988     | 9. Mai 1988       |
| Minister für lokale Regierungen und öffentliche Arbeiten                                                 | André Cools      | PS     | 4. Februar 1988     | 9. Mai 1988       |
| Minister für Raumordnung, neue Technologien und Außenbeziehungen                                         | Albert Liénard   | PSC    | 4. Februar 1988     | 9. Mai 1988       |
| Minister für Landwirtschaft, Umwelt und Energie                                                          | Guy Lutgen       | PSC    | 4. Februar 1988     | 9. Mai 1988       |